# County
Ett county (uttalas /ˈkaʊnti/) är en administrativ enhet i Storbritannien, Irland, USA, Liberia, delar av Kanada och tidigare i Nya Zeeland, det vill säga främst i engelskspråkiga länder. I Australien är countyn fastighetsindelningsenheter.
County är det engelska ordet för grevskap (efter count = greve), och det brukar också översättas så för Storbritannien och Irland, men inte för USA och Kanada. Det svenska ordet län brukar översättas till county på engelska, i varje fall i Sverige och Storbritannien. Brittiska grevskap liknar Sveriges län men är mindre till ytan. USA:s countyn liknar mer Sveriges kommuner.[källa behövs]